# Dolbeau-Mistassini
Pour les articles homonymes, voir Dolbeau et Mistassini.
Dolbeau-Mistassini est une ville canadienne au Québec, chef-lieu de la MRC de Maria-Chapdelaine, dans la région du Saguenay-Lac-Saint-Jean. 
Au dernier recensement, la ville comptait 13 718 habitants avec une densité de population de 46,8 au kilomètre carré. Formée en 1997 par la fusion des villes de Dolbeau et de Mistassini, sa population oscille autour de 14 500 habitants et est ainsi la seconde ville en importance au Lac-Saint-Jean après Alma. Dolbeau est nommé ainsi en l'honneur du père Jean Dolbeau. L'établissement de la communauté des Pères Trappistes de Mistassini et la construction du moulin à papier de Dolbeau par la Lake St-John Power and Paper Cie Ltd constituent les fondements historiques de ses deux secteurs. La ville est traversée par la rivière Mistassini, un des principaux affluents du Lac-Saint-Jean et une des plus grosses rivières au Québec.

## Histoire

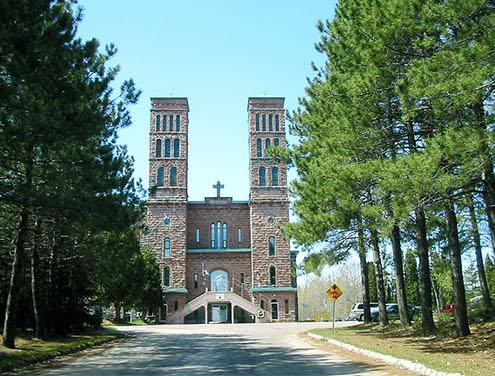
Site patrimonial de l'abbaye des Pères-trappistes.

Le premier colon de Mistassini fut François Gaudreault, parti de Charlevoix avec sa famille, qui s'y établit en 1884. Quelques années plus tard, en 1892, ce sont les Pères trappistes, un ordre religieux, qui s'y installent et commencent à cultiver les terres le long des rivières Mistassini et Mistassibi. La fondation officielle du monastère des pères trappistes est décrétée la même année, sur ordre de Michel-Thomas Labrecque, évêque de Chicoutimi. Peu à peu, des institutions et commerces se développent autour du monastère et la municipalité de Saint-Michel-de-Mistassini est créée en 1911 et devient le village de Mistassini en 1931. En 1947, s'ouvre la scierie Murdock-Domtar, constituant ainsi un pôle industriel important pour les habitants du nord du lac Saint-Jean.
Parallèlement, la ville voisine de Dolbeau est officiellement fondée en 1926 de l'autre côté de la rivière Mistassini, avec l'ouverture de l'usine de Dolbeau après l'achat des concessions forestières par des capitaux britanniques. Tout comme Mistassini, le développement de Dolbeau à partir des années 1930 se fait de concert avec l'exploitation de l'immense forêt qui ceinture le Lac-Saint-Jean.
En 1985, Dolbeau reçoit les Jeux du Québec. La fusion des deux villes est officialisée en 1997 pour devenir Dolbeau-Mistassini.

### Chronologie des administrations
- 24 décembre 1896 : Érection de la municipalité de Saint-Michel de Mistassini.
- 1er avril 1927 : Élection de la ville de Dolbeau par scission de la municipalité de Saint-Michel de Mistassini.
- 20 décembre 1930 : Érection du village de Mistassini par scission de la municipalité de Saint-Michel de Mistassini.
- 29 novembre 1947 : Le village de Mistassini devient la ville de Mistassini.
- 15 mars 1969 : La municipalité de Saint-Michel de Mistassini devient la municipalité de Saint-Michel-de-Mistassini.
- 3 janvier 1976 : Annexion de la municipalité de Saint-Michel-de-Mistassini à la ville de Mistassini.
- 17 décembre 1997 : Érection de la ville de Dolbeau-Mistassini de la fusion de la ville de Dolbeau et de la ville de Mistassini.

## Description

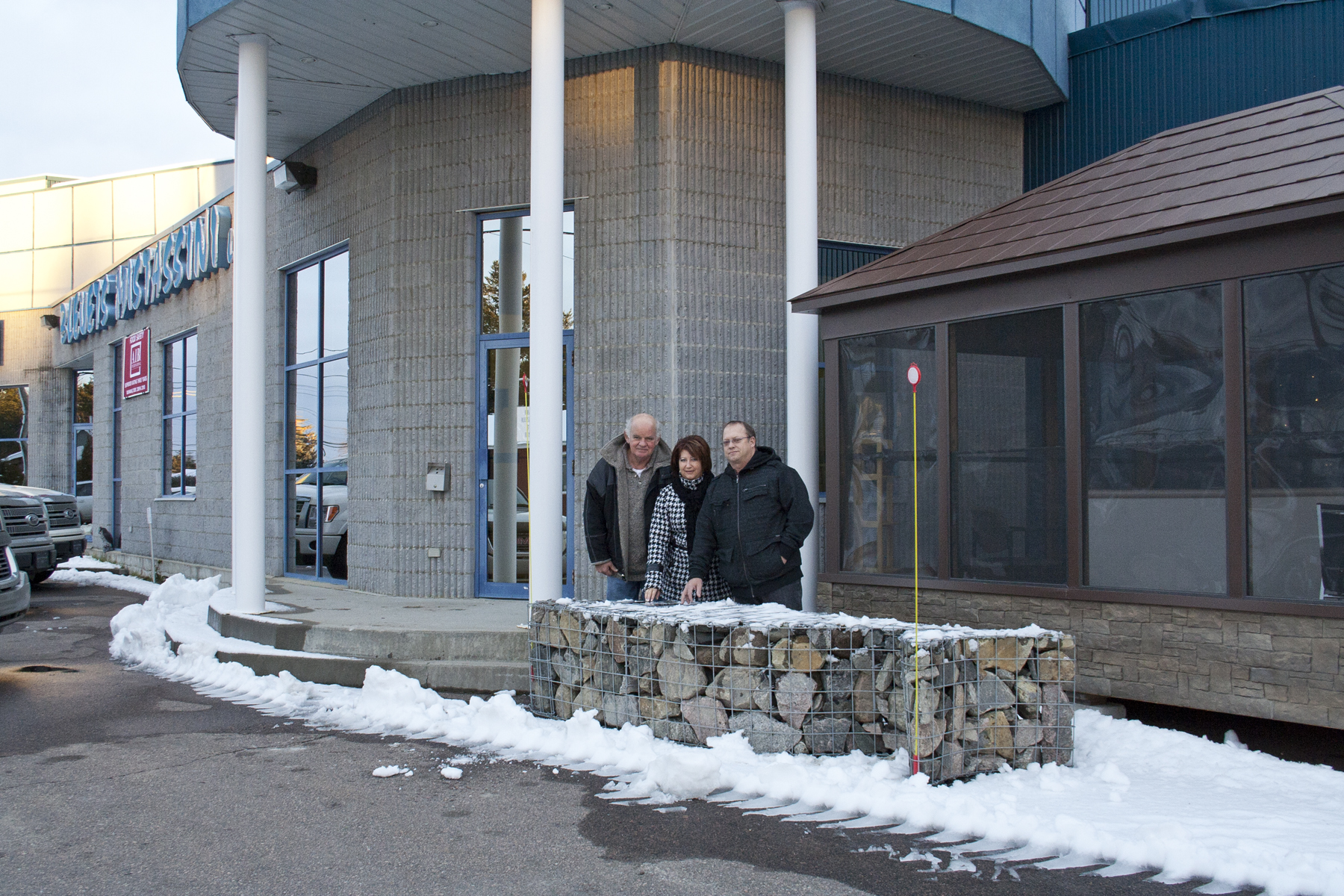
Tacon Site des Cueilleurs.

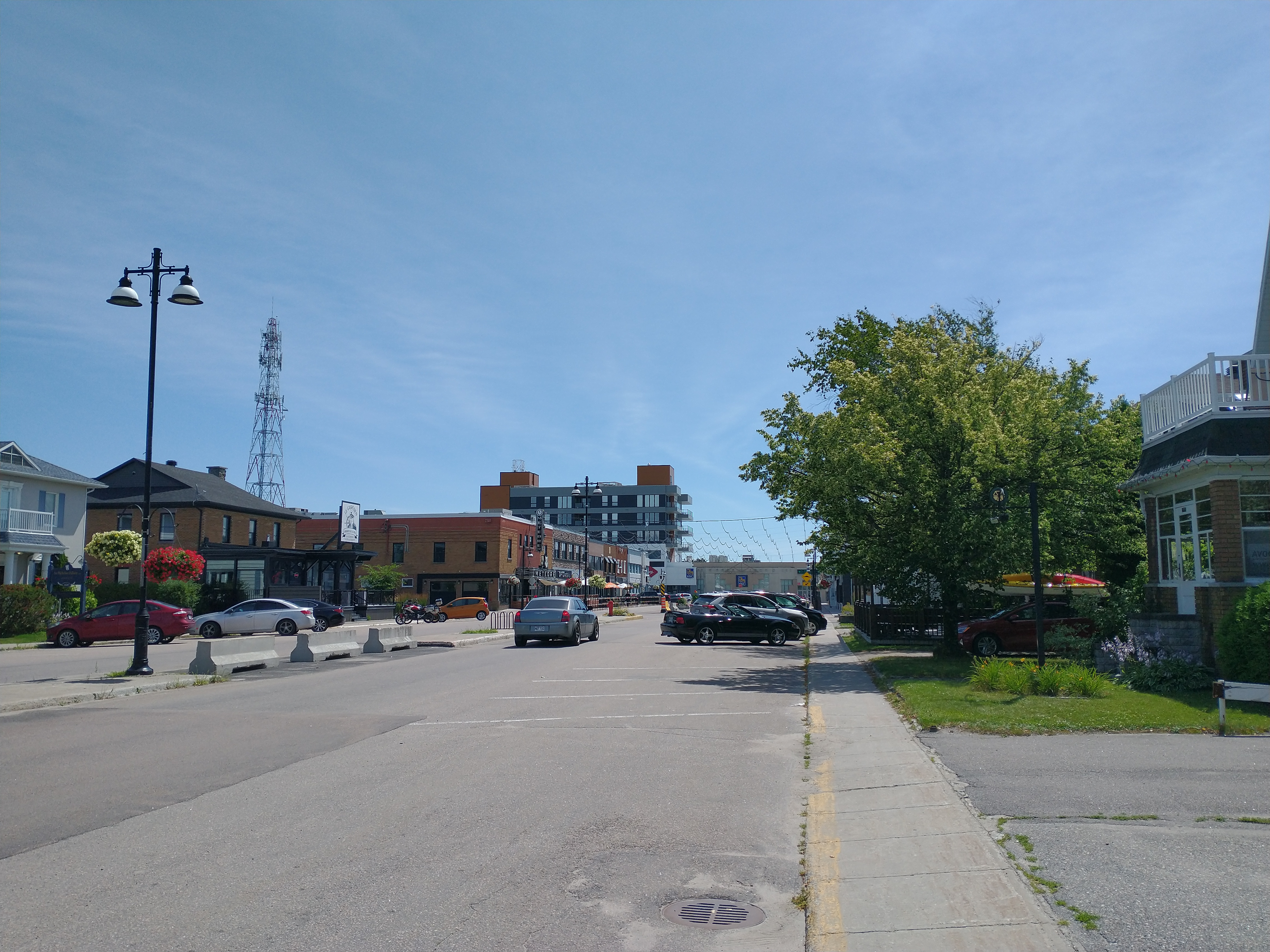
Le boulevard Wallberg, au centre-ville de Dolbeau-Mistassini.

Dolbeau-Mistassini est reconnue comme la capitale mondiale du bleuet sauvage nom donné au Québec à l'airelle à feuilles étroites, une espèce voisine de la myrtille. La cueillette de bleuets sauvages est une pratique populaire au mois d'août. Elle se réalise souvent en famille et la récolte se fait en forêt. La vente des bleuets est un revenu d'appoint pour les familles. Pour certains, le revenu des bleuets peut permettre de payer les dépenses scolaires des enfants. La pratique traditionnelle de cueillette de petits fruits est soulignée par le collectif d'artistes Interaction Qui en 2010 par l'implantation du Tacon Site des Cueilleurs dans le cadre de la Grande Marche des Tacons Sites.
Le 7 janvier 2014, le  Drapeau du Lac-Saint-Jean a été hissé devant l'Hôtel de ville à la demande du maire Monsieur Richard Hébert.
La majeure partie de l'industrie dolmissoise repose sur la forêt et son exploitation. Ville centre de la MRC Maria-Chapdelaine, Dolbeau-Mistassini présente un vaste éventail de services et dessert l'ensemble du territoire depuis Notre-Dame-de-Lorette jusqu'à Normandin.
Au bord du lac Saint-Jean, dans la partie sud de son territoire, la ville a un secteur baptisé Vauvert. Il a été nommé ainsi en 1903, en mémoire de « une ville du sud de la France, proche de Nîmes et chère à notre cœur ». Cette commune de France est Vauvert dans le département du Gard.
La contralto reconnue Marie-Nicole Lemieux, le chanteur populaire Mario Pelchat, mezzo-soprano Julie Boulianne, le comédien David Savard, la chroniqueuse Isabelle Gauthier et le joueur de football professionnel Shayne Gauthier sont originaires de Dolbeau-Mistassini.
Cette ville est aussi connue pour l'abbaye Notre-Dame de Mistassini, un monastère trappiste.

## Géographie
Situé au nord de la plaine du lac Saint-Jean, la ville a une superficie de 296 km2. Elle est bordée au sud par le lac Saint-Jean, à l'ouest par la municipalité d'Albanel, au nord par les municipalités de Saint-Eugène et Saint-Stanislas, et à l'est par celles de Sainte-Jeanne-d'Arc et Péribonka.
Le territoire municipal de Dolbeau-Mistassini présente une topographie généralement plane. En effet, à l'exception des talus que l'on retrouve en bordure des rivières Mistassini et Mistassibi, la majorité du territoire municipal présente peu de relief et s'intègre à la plaine du lac Saint-Jean qui occupe anciennement la mer de Laflamme. Cette mer intérieure enfoncée dans le plateau laurentien est le résultat de la fonte des glaces de l'inlandsis Laurentien lors de la dernière glaciation du Quaternaire il y a environ 6 000 ans. Cette mer a laissé des dépôts marins comme de l'argile et du sable fin ce qui explique la forte présence de culture de bleuets. Dans les milieux ou le drainage des terres est souvent inadéquat, il a  formation des grandes tourbières caractéristiques du paysage environnant, donnant à la ville un aspect boréal.

### Hydrographie
La rivière Mistassini délimite le nord-ouest de la municipalité puis la traverse vers le sud et y délimite le sud-est. La rivière Mistassibi en délimite le nord-est et coule vers le sud-ouest jusqu'à sa confluence avec la rivière Mistassini. La rivière aux Rats coule dans le nord vers le sud jusqu'à sa confluence avec la rivière Mistassini.

## Démographie
| Année | Saint-Michel-de-MIstassini (paroisse) | Dolbeau (ville) | Mistassini (village / ville) | Dolbeau-MIstassini | Population totale |
| ----- | ------------------------------------- | --------------- | ---------------------------- | ------------------ | ----------------- |
| 1901  | 916                                   |                 |                              |                    | 916               |
| 1911  | 763                                   |                 |                              |                    | 763               |
| 1921  | 1 034                                 |                 |                              |                    | 1 034             |
| 1931  | 1 195                                 | 2 032           | 970                          |                    | 4 197             |
| 1941  | 1 227                                 | 2 847           | 1 294                        |                    | 5 368             |
| 1951  | 1 600                                 | 4 307           | 2 298                        |                    | 8 205             |
| 1956  | 1 783                                 | 5 079           | 2 912                        |                    | 9 774             |
| 1961  | 1 821                                 | 6 052           | 3 461                        |                    | 11 334            |
| 1966  | 1 833                                 | 6 630           | 3 884                        |                    | 12 347            |
| 1971  | 1 348                                 | 7 633           | 3 601                        |                    | 12 582            |
| 1976  |                                       | 8 451           | 5 473                        |                    | 13 924            |
| 1981  |                                       | 8 766           | 6 682                        |                    | 15 448            |
| 1986  |                                       | 8 554           | 6 734                        |                    | 15 288            |
| 1991  |                                       | 8 181           | 6 842                        |                    | 15 023            |
| 1996  |                                       | 8 310           | 6 904                        |                    | 15 214            |
| 2001  |                                       |                 |                              | 14 879             | 14 879            |
| 2006  |                                       |                 |                              | 14 546             | 14 546            |
| 2011  |                                       |                 |                              | 14 384             | 14 384            |
| 2016  |                                       |                 |                              | 14 212             | 14 212            |
| 2021  |                                       |                 |                              | 13 718             | 13 718            |

Notes:
- Fusion en 1976 de la ville de Mistassini avec la paroisse de Saint-Michel-de-Mistassini pour former la ville de Mistassini.
- Fusion en 1997 entre les villes de Dolbeau et de Mistassini pour former la ville de Dolbeau-Mistassini.

| 2001   | 2006   | 2011   | 2016   | 2021   |
| ------ | ------ | ------ | ------ | ------ |
| 14 879 | 14 546 | 14 384 | 14 212 | 13 718 |

## Administration

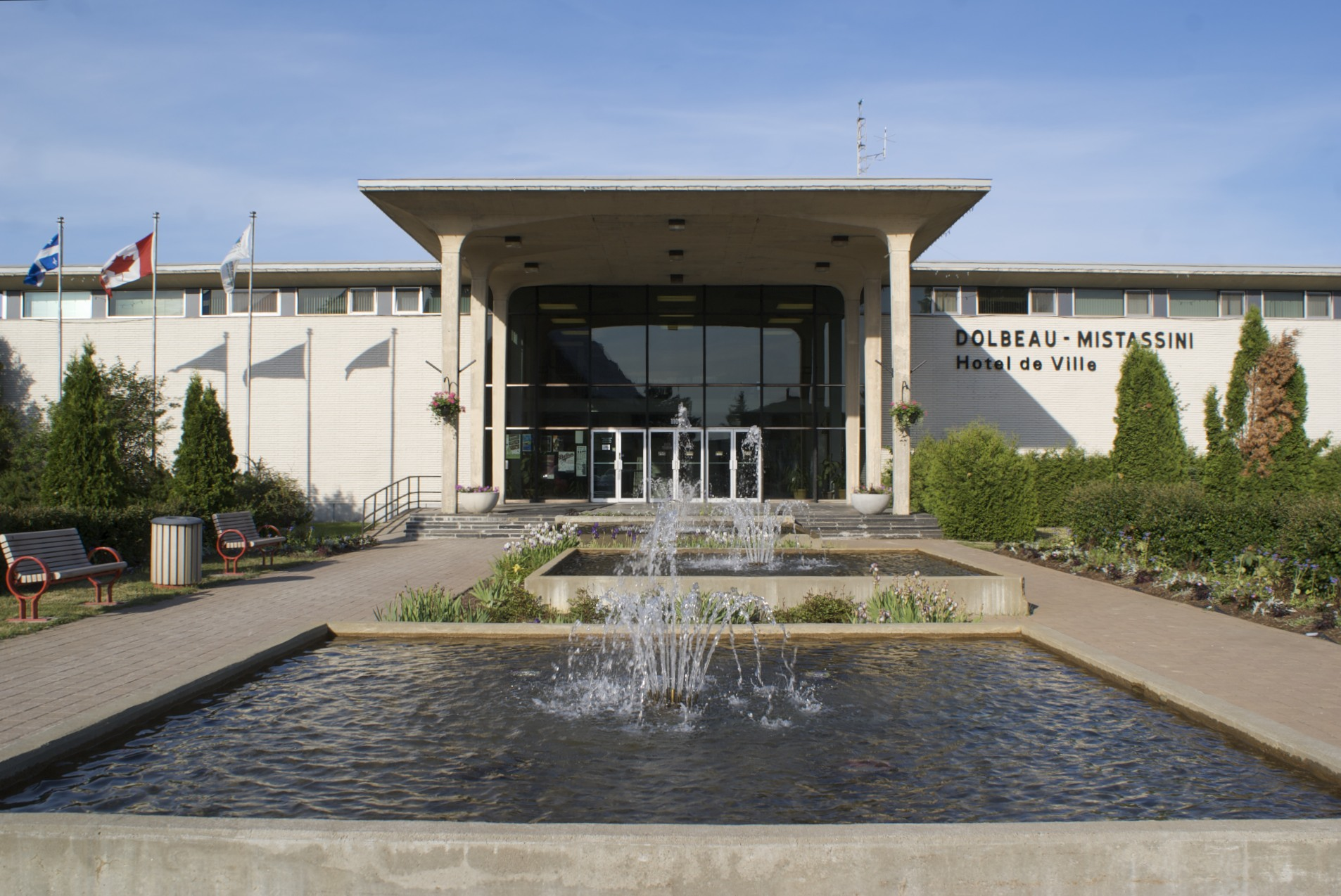
Hôtel de ville de Dolbeau-Mistassini.

Les élections municipales se font en bloc pour le maire et les six conseillers.
| Dolbeau-Mistassini Maires depuis 2002                                                                                |                 |                                                                 |          |
| Élection | Maire           | Qualité                                                         | Résultat |
| 1998 | Camil Lupien    | Maire de Dolbeau avant le regroupement de Dolbeau et Mistassini |          |
| 2002 | Georges Simard  |                                                                 | Voir     |
| 2005 | Georges Simard  | Voir                                                            |          |
| 2009 | Georges Simard  | Voir                                                            |          |
| 2013 | Richard Hébert  | Député libéral de Lac-Saint-Jean (2017-2019)                    | Voir     |
| 2017 | Pascal Cloutier |                                                                 | Voir     |
| 2021 | André Guy       |                                                                 | Voir     |
| Élection partielle en italique Depuis 2005, les élections sont simultanées dans toutes les municipalités québécoises |                 |                                                                 |          |

| Mandat      | Fonction      | Nom                |
| ----------- | ------------- | ------------------ |
| 2013 - 2017 | Maire         | Richard Hébert     |
| 2013 - 2017 | Conseiller #1 | Pascal Cloutier    |
| 2013 - 2017 | Conseiller #2 | Luc Simard         |
| 2013 - 2017 | Conseiller #3 | Daniel Savard      |
| 2013 - 2017 | Conseiller #4 | Rémi Rousseau      |
| 2013 - 2017 | Conseiller #5 | Claire Néron       |
| 2013 - 2017 | Conseiller #6 | Françoise Bergeron |

| Mandat      | Fonction      | Nom                    |
| ----------- | ------------- | ---------------------- |
| 2017 - 2021 | Maire         | Pascal Cloutier        |
| 2017 - 2021 | Conseiller #1 | Marie-Ève Fontaine     |
| 2017 - 2021 | Conseiller #2 | Pierre-Olivier Lussier |
| 2017 - 2021 | Conseiller #3 | Patrice Bouchard       |
| 2017 - 2021 | Conseiller #4 | Rémi Rousseau          |
| 2017 - 2021 | Conseiller #5 | Stéphane Gagnon        |
| 2017 - 2021 | Conseiller #6 | Guylaine Martel        |

| Mandat             | Fonction      | Nom                                                           |
| ------------------ | ------------- | ------------------------------------------------------------- |
| 2021 - aujourd'hui | Maire         | André Guy                                                     |
| 2021 - aujourd'hui | Conseiller #1 | Caroline Labbé                                                |
| 2021 - aujourd'hui | Conseiller #2 | Pierre-Olivier Lussier (2021-2023); Alexandre Tremblay (2023) |
| 2021 - aujourd'hui | Conseiller #3 | Stéphane Houde                                                |
| 2021 - aujourd'hui | Conseiller #4 | Rémi Rousseau                                                 |
| 2021 - aujourd'hui | Conseiller #5 | Stéphane Gagnon                                               |
| 2021 - aujourd'hui | Conseiller #6 | Guylaine Martel                                               |

## Attraits

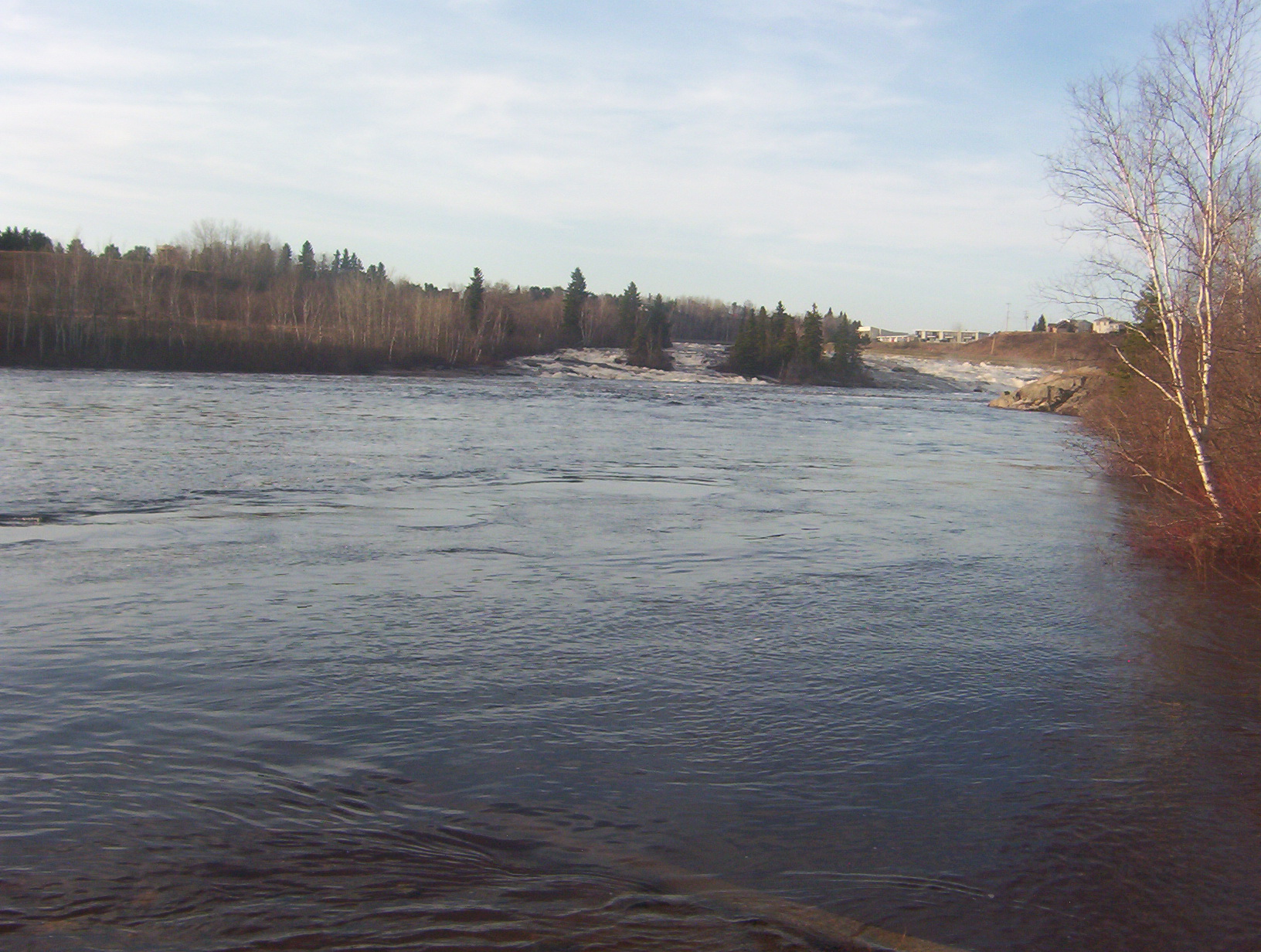
Rivière Mistassini bordant l'Île Talbot à Dolbeau-Mistassini.

Dolbeau-Mistassini offre sur son territoire trois rivières : Mistassibi, Mistassini et Aux Rats. De plus, la ville donne accès au lac Saint-Jean bordé de plages sablonneuses sur plusieurs kilomètres.
La ville de Dolbeau-Mistassini permet également de séjourner aux abords du lac Saint-Jean dans un de ses chalets du Centre touristique Vauvert sur le Lac-Saint-Jean.
- Camping des chutes (S.G.E.)
- Centre touristique Vauvert-sur-le-Lac-Saint-Jean
- Halles du bleuet
- Un Apéro Vauvert
- Parc de la Pointe-des-Pères (S.G.E.)
- Bleuetière touristique
- Camping Saint-Louis
- Abbaye Notre-Dame de Mistassini, incluant la chocolaterie
- Magie du Sous-Bois
- Centre équestre
- Passe migratoire 5e chute
- Véloroute des Bleuets
- Société d'horticulture de Dolbeau-Mistassini
- Spectacles Jimmy Doucet Production
- Demi-marathon des bleuets

## Médias
- Planète 100,3 FM
- Télévision locale Dolbeau-Mistassini
- Journal Le Point
- Journal Nouvelles Hebdo

## Festivals
- Festival du Bleuet
- Compétition des pompiers
- Tournoi d'improvisation LE BOL D'OR
- Festineige
- Demo Forêt 2000
- Les Cépages en fête
- Festival des brasseurs de Dolbeau-Mistassini